# Савитрибай Джотирао Пхуле

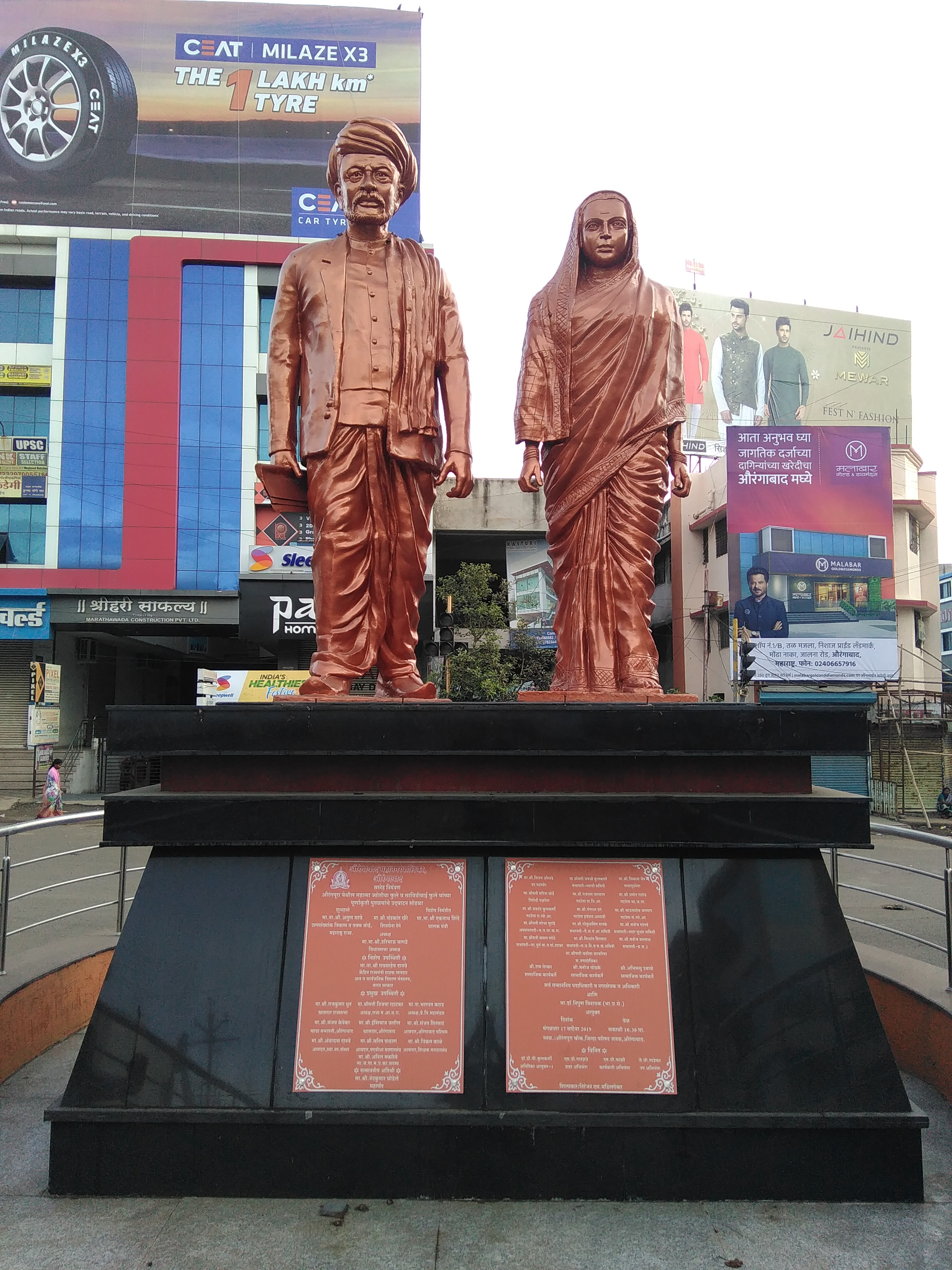
Статуи Джотирао Пхуле и Савитрибай Пхуле в Аурангабаде в Махараштре

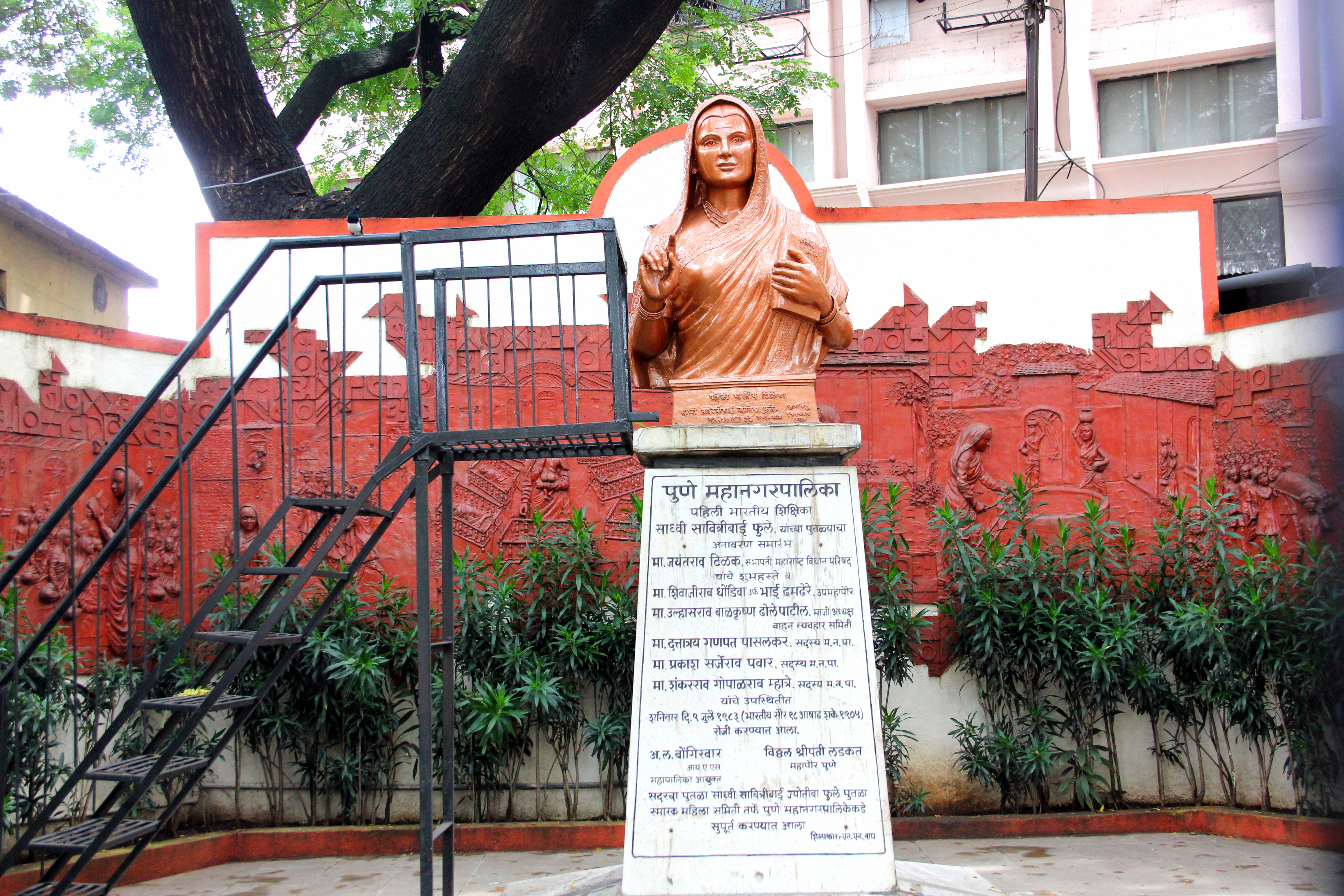
Бюст Савитрибай Пхуле в Пуне

Савитрибай Джотирао Пхуле (маратхи सावित्रीबाई फुले, англ. Savitribai Jyotirao Phule, 3 января 1831 года, Найгаон, Княжество Сатара — 10 марта 1897 года, Пуна, Британская Индия) — индийская писательница, поэтесса и педагог из Махараштры, пионер феминистского движения в Индии и реформатор социального строя. Вместе со своим мужем она сыграла важную роль в улучшении прав женщин в Махараштре и в целом в Индии. Савитрибай и её муж в 1848 году основали одну из первых современных индийских школ для девочек в Пуне. Она работала над отменой дискриминации и несправедливого обращения с людьми по признаку касты и пола.

## Ранние годы
Савитрибай Пхуле родилась 3 января 1831 года в деревне Найгаон округа Сатара штата Махараштра. Найгаон находится примерно в 15 км (9,3 mi) от Ширвалы и примерно в 50 км от Пуны. Савитрибай была младшей дочерью Лакшми и Кхандоджи Невасе Патил (Lakshmi, Khandoji Nevase Patil), оба родителя принадлежали к общине Мали. У неё было трое братьев и сестёр. Савитрибай вышла замуж за Джотирао Пхуле в возрасте 9 или 10 лет (ему было 13), у них не было собственных детей. Считается, что они усыновили Яшавантрао, сына вдовы брамина, однако этому нет подтверждений. Говорят, что когда Яшвант собирался жениться, никто не хотел устраивать бракосочетание, потому что он родился у вдовы. Савитрибай устроила его брак с дочерью работника своей организации Динобы Сасане в феврале 1889 года.

## Образование
На момент замужества Савитрибай была неграмотной. Джотирао обучал Савитрибай и Сагунабай Ширсагар (Sagunabai Shirsagar), свою двоюродную сестру, в их доме, а также работал на их ферме. После завершения начального образования у Джотирао за её дальнейшее образование отвечали его друзья, Сахарам Йешвант Паранджпе (Sakharam Yeshwant Paranjpe) и Кешав Шиврам Бхавалкар (Keshav Shivram Bhavalkar). Она также записалась на две программы подготовки учителей; первую проводило учреждение в Ахмеднагаре, которым руководила американская миссионерка Синтия Фаррар, а второй курс был в Нормальной школе (Normal School) в Пуне. Благодаря своему образованию Савитрибай, возможно, была первой индийской учительницей и директрисой.

## Карьера
Получив педагогическое образование, Савитрибай Пхуле начала обучать девочек в Махарваде в Пуне. Она делала это вместе с Сагунабай Кширсагар (Sagunabai Kshirsagar). Вскоре после того, как они начали преподавать, Савитрибай и Джотирао Пхуле вместе с Сагунабай открыли собственную школу в Бхиде Вада. Бхиде Вада был домом Татьи Сахеб Бхиде (Tatya Saheb Bhide), дом был предоставлен благодаря восхищению работой энтузиастов. Учебная программа в Бхиде Вада включала традиционную западную учебную программу по математике, естественным наукам и общественным наукам. К концу 1851 года Савитрибай и Джотирао Пхуле руководили тремя разными школами для девочек в Пуне. В совокупности в трёх школах обучалось около ста пятидесяти учениц. Как и учебная программа, методы обучения, используемые в трёх школах, отличались от тех, которые использовались в государственных школах. Дивья Кандукури (Divya Kandukuri) считает, что методы Пхуле считались лучшими в сравнении с теми, что использовались в государственных школах. Благодаря такой репутации количество девочек, получающих образование в школах Пхуле, превысило количество мальчиков, обучающихся в государственных школах.
К сожалению, успех Савитрибай и Джотирао Пхуле столкнулся с большим сопротивлением со стороны местного консервативного сообщества. Кандукури пишет, что Савитрибай часто приезжала в свою школу с запасным сари, потому что консервативная оппозиция могла атаковать её камнями, навозом и словесными оскорблениями. Савитрибай и Джотирао жили у отца Джотирао, однако в 1839 году тот попросил пару покинуть его дом, потому что их работа считалась грехом в соответствии с Манусмрити и производными от неё брахманскими текстами.
Пхуле переехали в семью одного из друзей Джотирао, Усмана Шейха. Именно там Савитрибай познакомилась с Фатимой Бегум Шейх (Fatima Begum Sheikh), ставшей её коллегой и близкой подругой. По словам Насрин Сайед (Nasreen Sayyed), ведущего исследователя Шейх, «Фатима Шейх уже умела читать и писать, её брат Усман, который был другом Джотибы, побудил Фатиму пройти курс подготовки учителей. Вместе с Савитрибай она пошла в Нормальную школу, и они закончили её вместе. Она была первой учительницей-мусульманкой в Индии». Фатима и Савитрибай открыли школу в доме Шейх в 1849 году.
В 1910-х годах Савитрибай и Джотирао учредили два образовательных фонда. Они назывались: Туземная Мужская школа Пуны и Общество содействия образованию махаров, мангов и прочих (the Society for Promoting the Education of Mahars, Mangs, and Etceteras). Эти два треста в конечном итоге охватили множество школ, которыми руководила Савитрибай Пхуле, а затем Фатима Шейх.
Джотирао описывает Савитрибаи и её работу в интервью, данном христианскому миссионерскому журналу Днянодайя 15 сентября 1853 года, говоря:
Мне пришло в голову, что развитие, происходящее у ребенка благодаря матери, очень важно и хорошо. Так что тем, кто заботится о счастье и благополучии этой страны, обязательно следует обратить внимание на положение женщин и приложить все усилия, чтобы передать им знания, если они хотят, чтобы страна развивалась. С этой мыслью я начал ходить в школу для девочек. Но моим собратьям по касте не понравилось, что я занимаюсь воспитанием девочек, и родной отец выгнал нас из дома. Никто не был готов выделить место под школу, да и денег на её строительство у нас не было. Люди не хотели отправлять своих детей в школу, но Лахуджи Раг Раут Манг и Ранба Махар убедили своих братьев по касте в преимуществах получения образования.

Оригинальный текст (англ.)It did occur to me that the improvement that comes about in a child due to the mother is very important and good.  So those who are concerned with the happiness and welfare of this country should definitely pay attention to the condition of women and make every effort to impart knowledge to them if they want the country to progress.  With this thought, I started the school for girls first.  But my caste brethren did not like that I was educating girls and my own father threw us out of the house.  Nobody was ready to give space for the school nor did we have money to build it.  People were not willing to send their children to school but Lahuji Ragh Raut Mang and Ranba Mahar convinced their caste brethren about the benefits of getting educated.
Вместе с мужем она обучала детей из разных каст и открыла в общей сложности 18 школ. Пара также открыла центр ухода под названием Balhatya Pratibandhak Griha (буквально «Дом, запрещающий убийство детей») для беременных жертв изнасилования и помогала родить и спасти их детей.

## Смерть
Савитрибай и её, возможно, приёмный сын Яшвант открыли клинику для лечения пострадавших от Третьей всемирной пандемии бубонной чумы, когда она появилась в районе Наласопары в 1897 году. Клиника была создана на окраине Пуны, в районе, свободном от инфекции. Савитрибай погибла, пытаясь спасти сына Пандуранга Бабаджи Гэквада (Pandurang Babaji Gaekwad). Узнав, что сын Гэквада заразился чумой в поселении Махар за пределами Мундхвы, Савитрибай бросилась к нему и понесла на спине в больницу. В процессе она сама заболела чумой и умерла в 21:00 10 марта 1897 года.

## Поэзия и другие работы
Савитрибай Пхуле также была писательницей и поэтессой. Она опубликовала Kavya Phule в 1854 году и Bavan Kashi Subodh Ratnakar в 1892 году, а также стихотворение под названием «Иди, получи образование», в котором она призвала угнетенных освободиться, получив образование. В результате полученного опыта она стала ярой феминисткой. Она основала Mahila Seva Mandal для повышения осведомлённости о вопросах, касающихся прав женщин. Она также призвала к созданию места для женщин, свободного от кастовой дискриминации и каких-либо различий. Символом этого было то, что все присутствовавшие женщины должны были сидеть на одной циновке. Она также была активисткой против детоубийства. Она открыла женский приют под названием «Дом предотвращения детоубийства», где вдовы-брамины могли безопасно родить своих детей и оставить их там для усыновления, если они того пожелают. Она также выступала против детских браков и выступала за повторный брак вдов. Савитрибай и Джотирао решительно выступали против ритуала сати и основали приют для вдов и одиноких детей.
В письме своему мужу Джотирао Савитрибай рассказала историю о юноше, которого односельчане собирались линчевать за отношения с женщиной из низшей касты. Она написала: «Я узнала об их убийственном плане. Я бросилась на место и отпугнула их, указав на тяжкие последствия убийства любовников по британским законам. Они изменили свое мнение после того, как выслушали меня».

## Наследие
Наследие Савитрибай Пхуле живёт и сегодня, её работа в сфере образования девочек и женщин пользуется огромным уважением.
- Наряду с Б. Р. Амбедкаром и Аннабхау Сате, Пхуле стала иконой, в частности, для низших классов. Женщины в местных отделениях Манави Хакк Абхиян (Кампания за права человека, организация манг-амбедкаритов)[16] часто организуют шествия на свои джаянти (день рождения на маратхи и других индийских языках)[17].
- В 1983 году Pune City Corporation установила ей памятник.
- 10 марта 1998 г. Почта Индии выпустила марку в честь Пхуле.
- День рождения Савитрибай, 3 января, отмечается как Балика Дин (буквально «День девочек») во всей Махараштре, особенно в школах для девочек
- В 2015 году Университет Пуны был переименован в Университет Савитрибай Пхуле Пуна в её честь[18].
- 3 января 2017 года поисковая система Google отметила 186-ю годовщину со дня рождения Савитрибай Пхуле дудлом Google[19].

## В популярной культуре
- В 2016 году на DD National был показан Krantijyoti Savitribai Phule, индийский драматический телесериал, основанный на её жизни.
- В 2019—2020 годах в Sony Marathi был показан Savitri Jyoti, драматический телесериал на маратхи, основанный на жизни и творчестве Савитрибай Пхуле и Джотибы Пхуле[20][21].
- В 2018 году был снят биографический фильм о Пхуле на индийском языке каннада[22].
- В 2021 году университет Пуны создал 12,5-футовую бронзовую металлическую статую[23] в натуральную величину. Ожидается, что она будет открыта в 2022 году.